# Ченге за един ден 2
„Ченге за един ден 2“ (на английски: Ride Along 2) е американски филм от 2016 година, екшън комедия на режисьора Тим Стори по сценарий на Фил Хей и Мат Манфреди.
Филмът е продължение на „Ченге за един ден“ („Ride Along“, 2014), като сюжетът отново е развит около същите главни герои – двама чернокожи полицаи, които този път заминават за Маями в търсене на местен наркобарон. Главните роли се изпълняват от Айс Кюб, Кевин Харт, Кен Джонг, Бенджамин Брат, Оливия Мън.

## „Ченге за един ден: Мисия Маями“ В България
На 12 август 2019 г. филмът е излъчен по bTV Cinema с български дублаж. Дублажът е на студио VMS. Екипът се състои от:
| Озвучаващи артисти  | Елена Бойчева Мартин Герасков Росен Русев Станислав Димитров Димитър Ангелов |
| Преводач            | Вилма Карталска                                                              |
| Тонрежисьор         | Венелин Николов                                                              |
| Режисьор на дублажа | Добрин Добрев                                                                |